# Associazione Sportiva Trapani 1975-1976
Questa pagina raccoglie i dati riguardanti il Trapani Calcio nelle competizioni ufficiali della stagione 1975-1976.

## Stagione
Nella stagione 1975-1976 l'Associazione Sportiva Trapani disputò il campionato di Serie C, raggiungendo il 11º posto.

## Divise
I colori sociali dell'Associazione Sportiva Trapani sono il granata ed il bianco.
| Casa | Trasferta |

## Rosa
| N. |                   | Ruolo | Calciatore            |
| -- | ----------------- | ----- | --------------------- |
| 1  | Italia (bandiera) | P     | Andrea Chini          |
| 2  | Italia (bandiera) | P     | Rosario Amato         |
| 3  | Italia (bandiera) | D     | Vincenzo De Francisci |
| 4  | Italia (bandiera) | D     | Natale Picano         |
| 5  | Italia (bandiera) | D     | Roberto Bicchierai    |
| 6  | Italia (bandiera) | D     | Rocco Capasso         |
| 7  | Italia (bandiera) | D     | Rosario Facciorusso   |
| 8  | Italia (bandiera) | D     | Armando Rizzo         |
| 9  | Italia (bandiera) | D     | Antonino Arcoleo      |
| 10 | Italia (bandiera) | C     | Carmelo Mastai        |
| 11 | Italia (bandiera) | C     | Rocco D'Aiello        |

| N. |                   | Ruolo | Calciatore         |
| -- | ----------------- | ----- | ------------------ |
| 12 | Italia (bandiera) | C     | Nicola Celano      |
| 13 | Italia (bandiera) | C     | Mario Gabriele     |
| 14 | Italia (bandiera) | A     | Ivo Banella        |
| 15 | Italia (bandiera) | A     | Enrico Ferrari     |
| 16 | Italia (bandiera) | D     | Fabrizio Panzolini |
| 17 | Italia (bandiera) | A     | Mauro Beccaria     |
| 18 | Italia (bandiera) | A     | Giuseppe Todaro    |
| 19 | Italia (bandiera) | D     | Giuseppe Perria    |
| 20 | Italia (bandiera) | C     | Paolo Ciriesi      |
| 21 | Italia (bandiera) | D     | Raimondo Mauro     |

## Calciomercato
| Arrivi | Arrivi             | Arrivi         | Arrivi |
| R.     | Nome               | da             |        |
| ------ | ------------------ | -------------- | ------ |
| A      | Mauro Beccaria     | Parma          |        |
| C      | Nicola Celano      | Gallipoli      |        |
| P      | Andrea Chini       | Reggina        |        |
| D      | Fabrizio Panzolini | Fidelis Andria |        |

## Risultati

### Campionato

#### Girone di andata
| Trapani 14 settembre 1975, ore 15:30 UTC+1 1ª giornata | Trapani   | 0 – 1    | Messina | Stadio Polisportivo Provinciale |
| \| \| \| \| \| \| Marcatori \| 68’ Musa \|             |           |          |         |                                 |
|                                                        |           |          |         |                                 |
|                                                        | Marcatori | 68’ Musa |         |                                 |

| Sorrento 21 settembre 1975, ore 15:30 UTC+1 2ª giornata                               | Sorrento  | 3 – 0 | Trapani | Stadio Italia |
| \| \| \| \| \| Capitani 1’ Borchiellini 31’ (rig.) Famiglietti 35’ \| Marcatori \| \| |           |       |         |               |
|                                                                                       |           |       |         |               |
| Capitani 1’ Borchiellini 31’ (rig.) Famiglietti 35’                                   | Marcatori |       |         |               |

| Trapani 28 settembre 1975, ore 15:30 UTC+1 3ª giornata                      | Trapani   | 3 – 1       | Benevento | Stadio Polisportivo Provinciale |
| \| \| \| \| \| Beccaria 15’ Ferrari 20’, 88’ \| Marcatori \| 61’ Fichera \| |           |             |           |                                 |
|                                                                             |           |             |           |                                 |
| Beccaria 15’ Ferrari 20’, 88’                                               | Marcatori | 61’ Fichera |           |                                 |

| Potenza 5 ottobre 1975, ore 15:00 UTC+1 4ª giornata | Potenza | 0 – 0 | Trapani | Stadio Alfredo Viviani |

| Trapani 12 ottobre 1975, ore 15:00 UTC+1 5ª giornata      | Trapani   | 2 – 0 | Pro Vasto | Stadio Polisportivo Provinciale |
| \| \| \| \| \| Ferrari 45’ Banella 85’ \| Marcatori \| \| |           |       |           |                                 |
|                                                           |           |       |           |                                 |
| Ferrari 45’ Banella 85’                                   | Marcatori |       |           |                                 |

| Acireale 19 ottobre 1975, ore 14:30 UTC+1 6ª giornata     | Acireale  | 0 – 2                   | Trapani | Stadio Tupparello |
| \| \| \| \| \| \| Marcatori \| 33’ Beccaria ?’ Ferrari \| |           |                         |         |                   |
|                                                           |           |                         |         |                   |
|                                                           | Marcatori | 33’ Beccaria ?’ Ferrari |         |                   |

| Trapani 26 ottobre 1975, ore 14:30 UTC+1 7ª giornata | Trapani   | 1 – 0 | Reggina | Stadio Polisportivo Provinciale |
| \| \| \| \| \| Biccherai 7’ \| Marcatori \| \|       |           |       |         |                                 |
|                                                      |           |       |         |                                 |
| Biccherai 7’                                         | Marcatori |       |         |                                 |

| Bari 2 novembre 1975, ore 14:30 UTC+1 8ª giornata                                                     | Bari      | 2 – 2                                  | Trapani | Stadio della Vittoria |
| \| \| \| \| \| Troja 5’ Scarrone 74’ (rig.) \| Marcatori \| 44’ (aut.) Tivelli 82’ (rig.) Beccaria \| |           |                                        |         |                       |
| |           |                                        |         |                       |
| Troja 5’ Scarrone 74’ (rig.)                                                                          | Marcatori | 44’ (aut.) Tivelli 82’ (rig.) Beccaria |         |                       |

| Trapani 9 novembre 1975, ore 14:30 UTC+1 9ª giornata | Trapani   | 1 – 0 | Turris | Stadio Polisportivo Provinciale |
| \| \| \| \| \| Beccaria 10’ \| Marcatori \| \|       |           |       |        |                                 |
|                                                      |           |       |        |                                 |
| Beccaria 10’                                         | Marcatori |       |        |                                 |

| Marsala 16 novembre 1975, ore 14:30 UTC+1 10ª giornata | Marsala | 0 – 0 | Trapani | Stadio Antonino Lombardo Angotta |

| Salerno 23 novembre 1975, ore 14:30 UTC+1 11ª giornata | Salernitana | 0 – 0 | Trapani | Stadio Arechi |

| Trapani 30 novembre 1975, ore 14:30 UTC+1 12ª giornata | Trapani | 0 – 0 | Casertana | Stadio Polisportivo Provinciale |

| Lecce 7 dicembre 1975, ore 14:30 UTC+1 13ª giornata | Lecce     | 1 – 0 | Trapani | Stadio Via del Mare |
| \| \| \| \| \| Fatta 90’ \| Marcatori \| \|         |           |       |         |                     |
|                                                     |           |       |         |                     |
| Fatta 90’                                           | Marcatori |       |         |                     |

| Trapani 14 dicembre 1975, ore 14:30 UTC+1 14ª giornata | Trapani   | 1 – 0 | Barletta | Stadio Polisportivo Provinciale |
| \| \| \| \| \| Ferrari 32’ \| Marcatori \| \|          |           |       |          |                                 |
|                                                        |           |       |          |                                 |
| Ferrari 32’                                            | Marcatori |       |          |                                 |

| Siracusa 21 dicembre 1975, ore 14:30 UTC+1 15ª giornata | Siracusa  | 1 – 0 | Trapani | Stadio Nicola De Simone |
| \| \| \| \| \| Mangiapane 40’ \| Marcatori \| \|        |           |       |         |                         |
|                                                         |           |       |         |                         |
| Mangiapane 40’                                          | Marcatori |       |         |                         |

| Trapani 4 gennaio 1976, ore 14:30 UTC+1 16ª giornata | Trapani   | 1 – 0 | Cosenza | Stadio Polisportivo Provinciale |
| \| \| \| \| \| Banella 72’ (rig.) \| Marcatori \| \| |           |       |         |                                 |
|                                                      |           |       |         |                                 |
| Banella 72’ (rig.)                                   | Marcatori |       |         |                                 |

| Campobasso 11 gennaio 1976, ore 14:30 UTC+1 17ª giornata  | Campobasso | 2 – 0 | Trapani | Stadio Giovanni Romagnoli |
| \| \| \| \| \| Piacenti 28’ Medeot 40’ \| Marcatori \| \| |            |       |         |                           |
|                                                           |            |       |         |                           |
| Piacenti 28’ Medeot 40’                                   | Marcatori  |       |         |                           |

| Nocera Inferiore 18 gennaio 1976, ore 14:30 UTC+1 18ª giornata | Nocerina  | 1 – 0 | Trapani | Stadio San Francesco d'Assisi |
| \| \| \| \| \| Facciorusso 57’ (aut.) \| Marcatori \| \|       |           |       |         |                               |
|                                                                |           |       |         |                               |
| Facciorusso 57’ (aut.)                                         | Marcatori |       |         |                               |

| Trapani 25 gennaio 1976, ore 14:30 UTC+1 19ª giornata | Trapani | 0 – 0 | Crotone | Stadio Polisportivo Provinciale |

#### Girone di ritorno
| Patti 1º febbraio 1976, ore 14:30 UTC+1 20ª giornata | Messina | 0 – 0 | Trapani | ? |

| Trapani 8 febbraio 1976, ore 14:30 UTC+1 21ª giornata | Trapani | 0 – 0 | Sorrento | Stadio Polisportivo Provinciale |

| Benevento 15 febbraio 1973, ore 14:30 UTC+1 22ª giornata         | Benevento | 2 – 0 | Trapani | Stadio Gennaro Meomartini |
| \| \| \| \| \| Zana 39’ (rig.) Jancarelli 79’ \| Marcatori \| \| |           |       |         |                           |
|                                                                  |           |       |         |                           |
| Zana 39’ (rig.) Jancarelli 79’                                   | Marcatori |       |         |                           |

| Trapani 22 febbraio 1976, ore 14:30 UTC+1 23ª giornata | Trapani | 0 – 0 | Potenza | Stadio Polisportivo Provinciale |

| Vasto 29 febbraio 1976, ore 14:30 UTC+1 24ª giornata | Pro Vasto | 0 – 0 | Trapani | Stadio Aragona |

| Trapani 7 marzo 1976, ore 14:30 UTC+1 25ª giornata         | Trapani   | 2 – 0 | Acireale | Stadio Polisportivo Provinciale |
| \| \| \| \| \| Beccaria 58’ Ferrari 67’ \| Marcatori \| \| |           |       |          |                                 |
|                                                            |           |       |          |                                 |
| Beccaria 58’ Ferrari 67’                                   | Marcatori |       |          |                                 |

| Reggio Calabria 14 marzo 1976, ore 14:30 UTC+1 26ª giornata | Reggina   | 3 – 0 | Trapani | Stadio Oreste Granillo |
| \| \| \| \| \| Enzo 26’ Pianca 71’, 75’ \| Marcatori \| \|  |           |       |         |                        |
|                                                             |           |       |         |                        |
| Enzo 26’ Pianca 71’, 75’                                    | Marcatori |       |         |                        |

| Trapani 21 marzo 1976, ore 14:30 UTC+1 27ª giornata              | Trapani   | 1 – 1             | Bari | Stadio Polisportivo Provinciale |
| \| \| \| \| \| Beccaria 43’ \| Marcatori \| 73’ Sciannimanico \| |           |                   |      |                                 |
|                                                                  |           |                   |      |                                 |
| Beccaria 43’                                                     | Marcatori | 73’ Sciannimanico |      |                                 |

| Torre del Greco 28 marzo 1976, ore 14:30 UTC+1 28ª giornata      | Turris    | 2 – 1        | Trapani | Stadio Amerigo Liguori |
| \| \| \| \| \| Fiorillo 14’, 77’ \| Marcatori \| 69’ Beccaria \| |           |              |         |                        |
|                                                                  |           |              |         |                        |
| Fiorillo 14’, 77’                                                | Marcatori | 69’ Beccaria |         |                        |

| Trapani 4 aprile 1976, ore 15:00 UTC+1 29ª giornata | Trapani | 0 – 0 | Marsala | Stadio Polisportivo Provinciale |

| Trapani 11 aprile 1976, ore 14:30 UTC+1 30ª giornata | Trapani | 0 – 0 | Salernitana | Stadio Polisportivo Provinciale |

| Caserta 18 aprile 1976, ore 14:30 UTC+1 31ª giornata          | Casertana | 1 – 1      | Trapani | Stadio Alberto Pinto |
| \| \| \| \| \| Fazzi 39’ (rig.) \| Marcatori \| 6’ Ferrari \| |           |            |         |                      |
|                                                               |           |            |         |                      |
| Fazzi 39’ (rig.)                                              | Marcatori | 6’ Ferrari |         |                      |

| Trapani 25 aprile 1976, ore 15:30 UTC+1 32ª giornata                         | Trapani   | 1 – 2                  | Lecce | Stadio Polisportivo Provinciale |
| \| \| \| \| \| Beccaria 64’ (rig.) \| Marcatori \| 5’ Montenegro 59’ Fava \| |           |                        |       |                                 |
|                                                                              |           |                        |       |                                 |
| Beccaria 64’ (rig.)                                                          | Marcatori | 5’ Montenegro 59’ Fava |       |                                 |

| Barletta 2 maggio 1976, ore 15:00 UTC+1 33ª giornata | Barletta  | 1 – 0 | Trapani | Stadio Cosimo Puttilli |
| \| \| \| \| \| Picano 29’ (aut.) \| Marcatori \| \|  |           |       |         |                        |
|                                                      |           |       |         |                        |
| Picano 29’ (aut.)                                    | Marcatori |       |         |                        |

| Trapani 9 maggio 1976, ore 16:00 UTC+1 34ª giornata | Trapani | 0 – 0 | Siracusa | Stadio Polisportivo Provinciale |

| Cosenza 16 maggio 1976, ore 16:00 UTC+1 35ª giornata | Cosenza   | 1 – 0 | Trapani | Stadio San Vito |
| \| \| \| \| \| Gardini 25’ \| Marcatori \| \|        |           |       |         |                 |
|                                                      |           |       |         |                 |
| Gardini 25’                                          | Marcatori |       |         |                 |

| Trapani 23 maggio 1976, ore 16:00 UTC+1 36ª giornata                         | Trapani   | 2 – 1              | Campobasso | Stadio Polisportivo Provinciale |
| \| \| \| \| \| Banella 7’ Beccaria 52’ \| Marcatori \| 45’ (rig.) Qualano \| |           |                    |            |                                 |
|                                                                              |           |                    |            |                                 |
| Banella 7’ Beccaria 52’                                                      | Marcatori | 45’ (rig.) Qualano |            |                                 |

| Trapani 30 maggio 1976, ore 16:00 UTC+1 37ª giornata              | Trapani   | 2 – 1         | Nocerina | Stadio Polisportivo Provinciale |
| \| \| \| \| \| Beccaria 63’, 89’ \| Marcatori \| 15’ Cassarino \| |           |               |          |                                 |
|                                                                   |           |               |          |                                 |
| Beccaria 63’, 89’                                                 | Marcatori | 15’ Cassarino |          |                                 |

| Crotone 6 giugno 1976, ore 16:00 UTC+1 38ª giornata                             | Crotone   | 1 – 2                           | Trapani | Stadio Ezio Scida |
| \| \| \| \| \| Cavallaro 80’ \| Marcatori \| 25’ Banella 74’ (rig.) Beccaria \| |           |                                 |         |                   |
|                                                                                 |           |                                 |         |                   |
| Cavallaro 80’                                                                   | Marcatori | 25’ Banella 74’ (rig.) Beccaria |         |                   |

### Coppa Italia

#### Girone di qualificazione
|          |           | Risultato | Marcatori                  |
| -------- | --------- | --------- | -------------------------- |
| Marsala  | Trapani   | 1-0       |                            |
| Vittoria | Trapani   | 0-0       |                            |
| Trapani  | Marsala   | 1-1       | Ferrari                    |
| Trapani  | Termitana | 3-1       | Gabriele, Picano, Beccaria |

| Squadra  | P.ti | G |                                 |
| -------- | ---- | - | ------------------------------- |
| Marsala  | 5    | 4 | Qualificata al turno successivo |
| Trapani  | 4    | 4 |                                 |
| Vittoria | 3    | 4 |                                 |

## Statistiche

### Statistiche di squadra
|  |     | Classifica Girone C | Punti | G  | V  | N  | P  | GF | GS |
|  | --- | ------------------- | ----- | -- | -- | -- | -- | -- | -- |
|  | 10. | Turris              | 38    | 38 | 13 | 12 | 13 | 32 | 34 |
|  | 11. | Trapani             | 37    | 38 | 11 | 15 | 12 | 25 | 28 |
|  | 12. | Crotone             | 36    | 38 | 11 | 14 | 13 | 27 | 30 |

### Statistiche dei giocatori
| Giocatore             | Presenze | Reti |
| --------------------- | -------- | ---- |
| Amato Rosario         | 6        | 0    |
| Arcoleo Antonino      | 18       | 0    |
| Banella Ivo           | 25       | 4    |
| Beccaria Mauro        | 37       | 12   |
| Biccherai Roberto     | 36       | 1    |
| Capasso Rocco         | 33       | 0    |
| Celano Nicola         | 33       | 0    |
| Chini Andrea          | 32       | 0    |
| Ciriesi Paolo         | 1        | 0    |
| D'Aiello Rocco        | 31       | 0    |
| De Francisci Vincenzo | 34       | 0    |
| Facciorusso Rosario   | 34       | 0    |
| Ferrari Enrico        | 32       | 7    |
| Gabriele Mario        | 27       | 0    |
| Mastai Carmelo        | 12       | 0    |
| Mauro Raimondo        | 1        | 0    |
| Panzolini Fabrizio    | 2        | 0    |
| Perria Giuseppe       | 1        | 0    |
| Picano Natale         | 38       | 0    |
| Rizzo Armando         | 8        | 0    |
| Todaro Giuseppe       | 10       | 0    |